# サーモス
サーモス（Thermos）とは、日本酸素ホールディングスの所有する魔法瓶、調理用品などのブランド。1904年にドイツ帝国でラインホルト・ブルガーが実用的な魔法瓶「テルモス」を開発した。その後世界的に有名なブランドとなった。
1978年に世界初のステンレス製魔法瓶を開発した日本酸素が、1989年に世界各地のサーモス(テルモス)の事業会社を買収、また、サーモスの原点企業であるドイツのランゲヴィーゼナー・テルモス（Langewiesener Thermos GmbH）も買収した。
そして現在多くのタイプの魔法瓶を作っている。
サーモス（Thermos）は、世界各地で魔法瓶の代名詞となっており、特に英語圏ではThermosが魔法瓶全般を指すこともある。2015年現在、世界最大の販売量、生産量（6,000万本）である。日本ではサーモス株式会社が事業を行っている。

## 概要
商標としてのサーモス (THERMOS) は、1904年にドイツ帝国ベルリンで設立された世界初の真空断熱魔法瓶を製品化したテルモス有限会社  (THERMOS GmbH) に由来する。テルモスはギリシャ語で「熱」を意味する"Therme"に由来し、公募で社名とされた。テルモス有限会社から商標を譲受して製品を販売する会社がイギリス、アメリカ合衆国、カナダで1907年に設立 されて英語圏で急速に普及し、製品は魔法瓶の代名詞としてサーモスと称された。
現在サーモスを製造・販売する企業は、1980年に日本酸素が設立した日酸サーモが母体であり、主にステンレス製魔法瓶「サーモス」、「ケータイマグ」、「スポーツボトル」、コーヒーマシン、保温調理鍋「シャトルシェフ」、弁当箱などのほかに保冷ラウンドトートバッグ、パウチ入りゼリー飲料専用の保冷バッグ なども扱う。

## 歴史
1892年にオックスフォード大学の科学者であるジェームズ・デュワーが液化した気体を保存するための科学容器「デュワー瓶」を発明するも、科学的な容器であり、現在のような日常的な使用に適した家庭用品ではなかった。1903年、ドイツのガラス職人ラインホルト・ブルガーが、断熱フラスコ（後の魔法瓶）を開発し、「空気のない空洞を二重壁で囲んだ容器」としてドイツ特許を取得し、同時に、さまざまな関連の特許を取得した。1904年には、真空フラスコの名称として「テルモス（Thermos、サーモス）」を商標登録した。また彼は、アメリカ、カナダ、イギリス、フランス、フィンランド、スペインなど、先進国で特許と「サーモス」というブランド名を保護した。
1904年、バーガーとアルベルト・アッシェンブレンナー、グスタフ・ロバート・パーレンの3人で、テルモス有限会社（THERMOS G.m.b.H.）を設立した。1907年、テルモス社はサーモスブランドの製造・販売権の一部のライセンス（特許は含まない）をアメリカ、カナダ、イギリスの企業に売却した。3社はそれぞれ独立して運営されたが、サーモスの魔法瓶を広く急速に普及させた。シャクルトンの南極探検、ピアリーの北極探検、ルーズベルトのモンバサ探検、コンゴ探検で使用され、ライト兄弟が飛行機に乗せ、ツェッペリンが気球に乗せて空を飛んだこともある。
サーモスは、その革新的なデザインで世界中から賞賛された。1909年のアラスカユーコン太平洋博覧会で「大賞」を受賞したのを皮切りに、7つの万国博覧会で賞を獲得した。また、1911年にイギリスのサーモス社が世界初の機械製造によるガラス製の充填剤を製造したことで、技術的なブレークスルーを迎え、今日まで真空ガラス技術の世界的リーダーであり続けている。
1928年、アメリカのサーモス社は新しいタイプの真空断熱二重壁パイレックスガラス容器を開発した。この容器は1928年から1929年にかけて、業務用冷蔵庫が登場する直前に、アイスクリームキャビネットや冷凍魚キャビネットで大人気となった。
イギリスのサーモス社は、第一次世界大戦のためにほぼ閉鎖され、戦後はメーカーとしてではなく、輸入した部品を組み立てる業者として活動した。1939年にヨーロッパで第二次世界大戦が勃発すると、イギリスのサーモス社の生産能力は、ほぼ全てがイギリス軍の戦時用に変更された。1,000機の爆撃機が出撃するたびに、1万本から1万2,000本のサーモスの魔法瓶が出撃した。一方、アメリカのサーモス社は、その生産量の98％以上が軍用と原子力研究所用として、戦時中に重要な役割を果たした。1945年に戦争が終わると、サーモス社の工場は民生用、平時用に戻された。
1960年、アメリカ、イギリス、カナダの会社がキング・シーリー・カンパニーに買収され、キング・シーリー・サーモス社が設立された。1968年、キング・シーリー・サーモス社は、ハウスホールド・フィナンス社（後のハウスホールド・インターナショナル）の完全子会社となり、再び所有権が変わった。
1989年、ハウスホールド・インターナショナル社は、すべての製造事業を売却することを発表し、1989年8月、アメリカ、イギリス、カナダ、オーストラリアのサーモス社の事業会社は、日本酸素（後の大陽日酸、日本酸素ホールディングス）に買収された。同社はガス分離プラントの建設・運営を主な事業としていたが、1978年に開発した世界初のステンレス製魔法瓶をはじめ、消費者向け製品の製造も行っていた。イリノイ州シャンバーグにサーモス・グループの本社オフィスが設立され、サーモスと日本酸素のブランドはシャンバーグオフィスに統合され、日本酸素ブランドは「日酸サーモ」と改称された。また、ドイツではサーモスの源流の企業であるランゲビーセン・サーモス社（Langewiesener Thermos GmbH）を買収、これにより15カ国におけるサーモスの商標権を所有した。

## サーモス株式会社

### 沿革
- 1980年（昭和55年）9月 - 株式会社日酸サーモを設立する[10]。
- 2001年（平成13年）10月 - 日本酸素株式会社の家庭用品事業部門であるサーモス事業本部を会社分割し、株式会社日酸サーモと統合してサーモス株式会社を設立する[10]。
- 2014年11月 - ドイツの魔法瓶メーカーアルフィ（ドイツ語版） (alfi) を買収する。
- 2015年12月 - フィリピンで魔法瓶新工場を竣工する。

## 受賞
- 「エコマークアワード2011」（財団法人日本環境協会主催）

2011年、サーモス「ステンレスボトル」がプロダクト・オブ・ザ・イヤーを受賞する。
- グッドデザイン賞(2009年)など

## 関連企業
- Top Thermo Mfg. (Malaysia) Sdn.Bhd NS THERMO (M) SDN.BHD（マレーシア）
- 皇冠金属工業股份有限公司（台湾）
- 膳魔師（中國）家庭制品有限公司（中国）
- 膳魔師（深圳）貿易有限公司（中国）
- Thermos Hong Kong Limited（香港）
- Thermos (Singapore) Pte. Ltd.（シンガポール）
- Canadian Thermos Products Inc.（カナダ）
- Thermos L.L.C.（アメリカ）
- Thermos Pty Ltd.（オーストラリア）
- alfi GmbH（ドイツ）
- VACUUMTECH PHILIPPINES INC.（VPI）（フィリピン）

## テレビ番組
- 日経スペシャル カンブリア宮殿 廃業寸前から業界トップへ！ サーモス 復活の舞台裏（2022年6月23日、テレビ東京）- 社長 片岡有二出演[11]